# 컴퍼니 (영화)
컴퍼니(Company)는 인도에서 제작된 람 고팔 바르마 감독의 2002년 액션, 범죄, 스릴러 영화이다. 아제이 데브건 등이 주연으로 출연하였고 보네이 카푸르 등이 제작에 참여하였다.

## 출연

### 주연
- 아제이 데브건
- 모한라

### 조연
- 마니샤 코이랄라
- 비벡 오베로이
- 심마 비스워스
- 아카시 쿠라나
- 가네시 야다브
- 비자이 라즈
- 라즈팔 야다브
- 사비어 마사니
- 샤누 데이
- 아리아만 사프루
- 무케쉬 바트
- 하르슈 차야